# Frits Ruimschotel
Albert Frits Ruimschotel (Pangkal Pinang, 22 februari 1922 - Utrecht, 28 mei 1987) was een Nederlandse waterpolospeler.
Enkele weken na de meidagen van 1940, op 19 juni, probeerde Ruimschotel met een kajuitjacht uit Scheveningen te ontsnappen met Hans Hoets, Berend Benjamin de Groot en Frans Borgman Brouwer, hetgeen mislukte. 
Na het Europees Kampioenschap Waterpolo in Monaco, waar Nederland in 1947 op de 5de plaats eindigde, werd Ruimschotel uit Nederlands-Indië teruggehaald om deel uit te maken van het Olympisch waterpoloteam van 1948 samen met Cor Braasem, Ruud van Feggelen, Hennie Keetelaar, Nijs Koorevaar, Joop Rohner, Piet Salomons, Frits Smol en Hans Stam. Ze haalden een bronzen medaille op de Olympische Spelen van 1948. Ruimschotel speelde tijdens het toernooi alle zeven wedstrijden. In de competitie kwam hij uit voor het Haagse HZ&PC.
Cor Braasem · 
Joop Cabout · 
Ruud van Feggelen · 
Henny Keetelaar · 
Nijs Korevaar · 
Joop Rohner · 
Frits Ruimschotel · 
Piet Salomons · 
Frits Smol · 
Hans Stam